# Paul Gautsch von Frankenthurn
Paul Gautsch Freiherr von Frankenthurn (26 de febrero de 1851 - 20 de abril de 1918) fue un estadista austriaco quien sirvió tres veces como Ministro-Presidente de Cisleitania.

## Biografía
Paul Gautsch nació en Döbling (un suburbio de Viena incorporado en 1892), el hijo de un funcionario civil. Atendió a la elitista escuela internado del Theresianum y, habiendo obtenido su grado Matura, fue a estudiar leyes a la Universidad de Viena. Gautsch alcanzó la promotio sub auspiciis Praesidentis, el más alto honor posible para los mejores estudiantes del país, e inició su carrera como funcionario del gobierno en el Ministerio de Educación austriaco.
En 1881 Gautsch se convirtió en profesor de la escuela Theresianum. El 5 de noviembre de 1885 el emperador Francisco José I lo eligió como Ministro de Educación en el segundo gabinete del Ministro Presidente Eduard Taaffe, un puesto que ocupó hasta la caída del gobierno de Taaffe en 1893. Ennoblecido con el rango de Freiherr en 1890, de nuevo sirvió como Ministro de Educación en el gobierno de la Cisleitania de Kasimir Felix Badeni entre 1895 y 1897.
Después de la dimisión de Badeni en medio de la crisis nacional por el conflicto entre los idiomas alemán-checo, Gautsch fue elegido Ministro-Presidente el 30 de noviembre de 1897. Retrasó la convocatoria del Parlamento del Consejo Imperial, declaró el estado de emergencia en Praga, y mayormente gobernó mediante decretos de emergencia. Sus intentos de resolver el conflicto atenuando las ordenanzas lingüísticas realizadas por Badeni finalmente fracasaron y Gautsch dimitió el 5 de marzo de 1898, después de solo tres meses en el cargo. Las ordenanzas de Badeni fueron finalmente revocadas bajo el Ministro-Presidente Manfred von Clary-Aldringen en octubre de 1899, no obstante, la disputa lingüística permaneció insuperable.
Después de su dimisión, Gautsch sirvió como presidente de la institución auditora suprema (Oberster Rechnungshof) hasta que el 1 de enero de 1905 fue de nuevo elegido Ministro-Presidente. Sin embargo, su segunda estancia en el puesto tampoco duró mucho; preparando el camino para el sufragio universal masculino encontró resistencia en el parlamento austriaco y también dimitió el 1 de mayo de 1906. Fue el Ministro-Presidente Max Wladimir von Beck quien pudo implementar la reforma electoral en diciembre.
Gautsch retornó a la Corte de Auditores, hasta que fue nombrado Ministro-Presidente por tercera vez el 28 de junio de 1911, de nuevo en un periodo problemático cuando en la elección legislativa de la Cisleitania el gobierno de su predecesor Richard von Bienerth-Schmerling había perdido su mayoría en el parlamento. Después de violentos disturbios en Viena como resultado del incremento de precios en septiembre seguido por disparos en el parlamento, Gautsch dimitió de su puesto el 3 de noviembre. Fue sucedido por Karl von Stürgkh, quien mantuvo el puesto durante casi cinco años, llevando a Austria-Hungría a la I Guerra Mundial.
Gautsch permaneció políticamente activo como par de la Herrenhaus austriaca y confidente del emperador. Murió en la primavera de 1918, unos pocos meses antes de la disolución de la Monarquía.
En 1908, el barco de pasajeros SS Barón Gautsch de la Österreichischer Lloyd fue nombrado en su honor; el buque se hundió en los primeros días de la Gran Guerra el 13 de agosto de 1914, cuando penetró un campo de minas dispuesto por la Armada austrohúngara cerca de la costa de Istria. 147 personas perdieron su vida en el hundimiento. 